# Mandah (plaats)
Mandah is een bestuurslaag in het regentschap Lampung Selatan van de provincie Lampung, Indonesië. Mandah telt 4306 inwoners (volkstelling 2010).